# Nola sjön

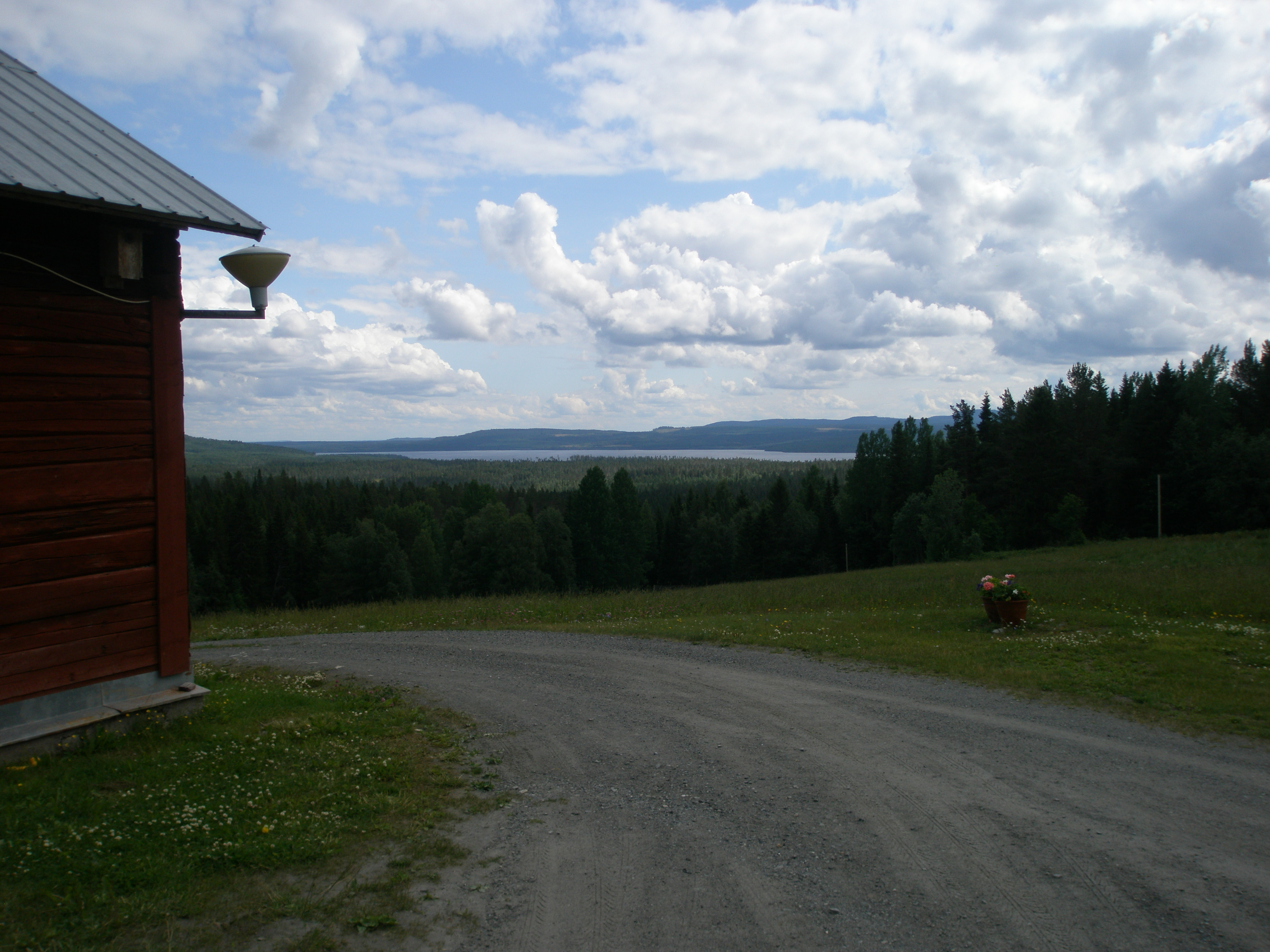
Utsikt från Brattmon mot Landösjön.

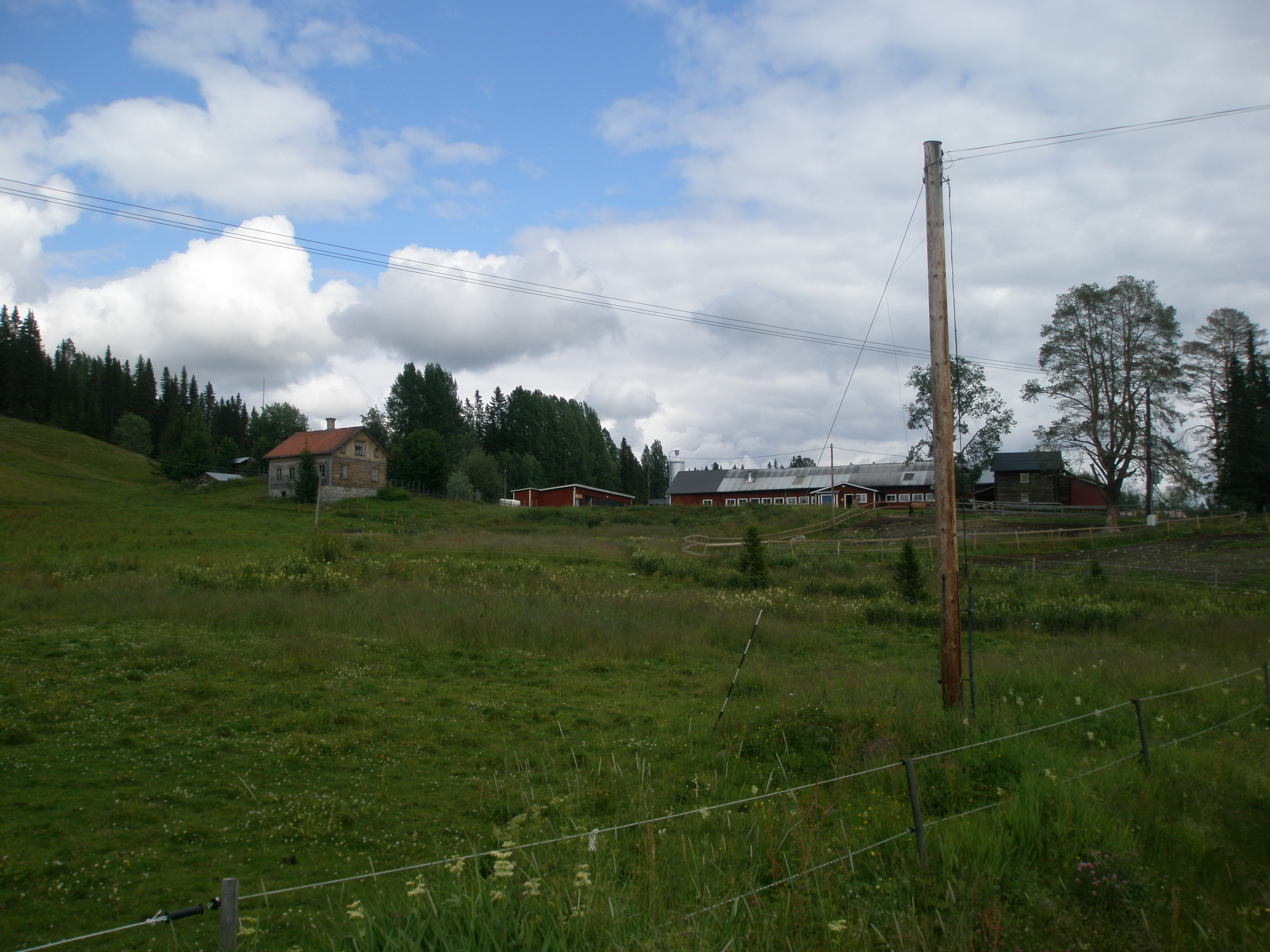
Vejmon – en av byarna "nola sjön".

Nola sjön (jämtska för norr om sjön, det vill säga norr om Landösjön) betecknar de byar som ligger just norr om Landösjön i Offerdals socken, Krokoms kommun, Jämtland.

## Historia
Denna del av Offerdal började bebyggas först i slutet av 1700-talet, och den första bebyggelsen fanns i Fiskviken. De övriga byarna började byggas på 1820- och 1830-talen. För att uppmuntra nykoloniseringen av dessa trakter erbjöd myndigheterna skattefrihet. Brattmon bebyggdes 1826, Enarsvedjan 1827, Tjärnåsen 1827, Vejmon och Rismon 1830. 
De första åren skedde transporter med båt över Landösjön, antingen till Landön eller till Rönnöfors. Motorbåten Hebe trafikerade sträckan Landön–Rönnöfors åren 1904–1967. År 1923 blev länsväg 686 mellan Rönnöfors och Landön klar och 1952 kom elektriciteten.

## Näringsliv
I dag finns ett fåtal jordbruk kvar i byarna norr om Landösjön, bland annat i Vejmon. Skifferbolaget i Rönnöfors (Offerdalsskiffer) är en viktig arbetsgivare i området. I Fiskviken finns grönsaksodlingar i växthus. I Landön finns bland annat fiskodling och åkeri. I Kittelberget finns ett gårdsmejeri.

## Orter Nola sjön
- Vejmon
- Trången
- Anvågen
- Fiskviken
- Enarsvedjan
- Tjärnåsen
- Brattmon
- Rismon
- Kittelberget
- Landön